# Ukert (cràter)
Ukert és un cràter d'impacte de la Lluna que es troba en una franja de terreny accidentat entre la Mare Vaporum (al nord) i el Sinus Medii (al sud). Es localitza a nord-oest del cràter Triesnecker i a nord-est de la parella de cràters formada per Pallas i Murchison.

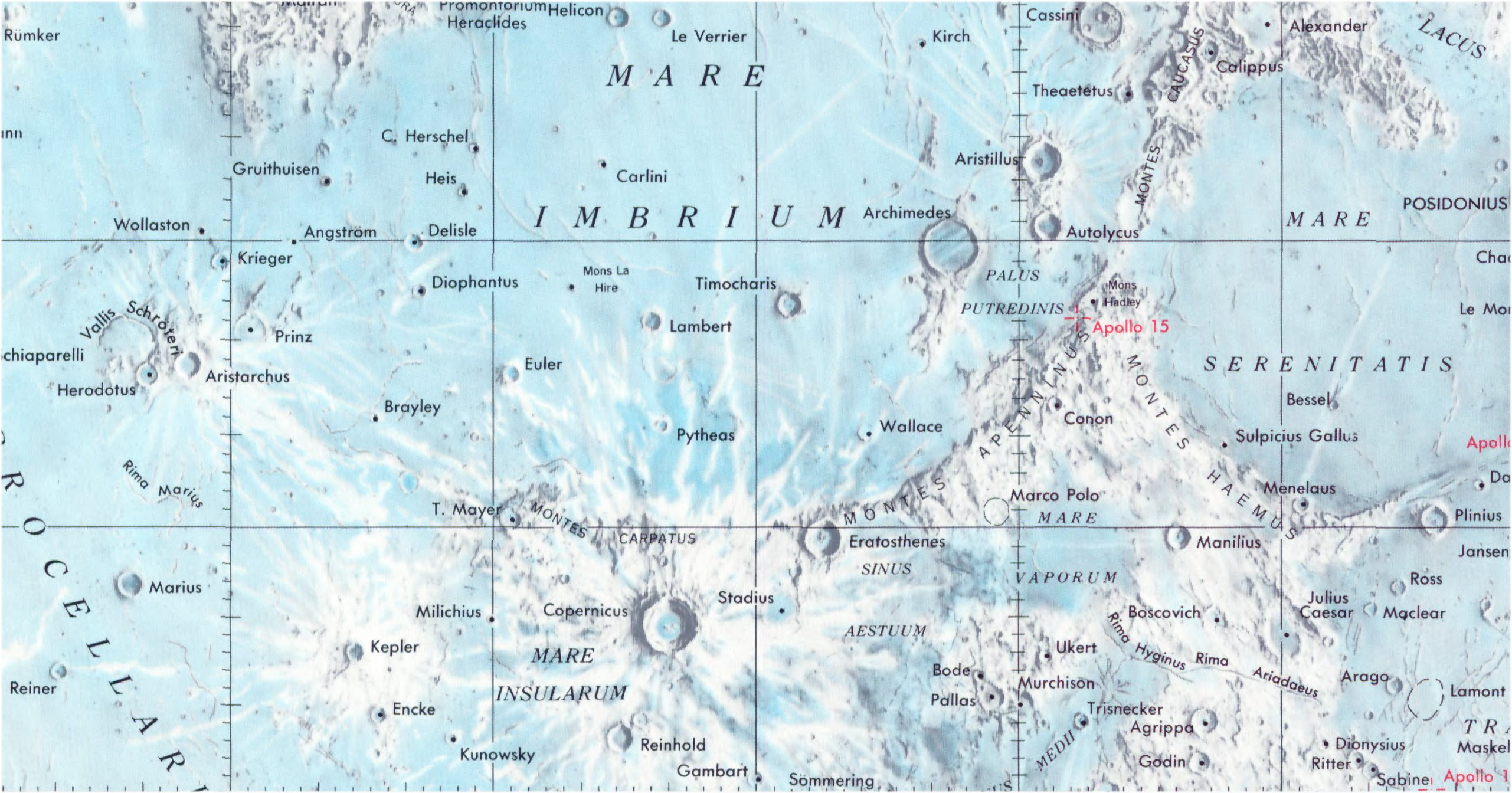
Localització d'Ukert (centre de la meitat inferior de la imatge)
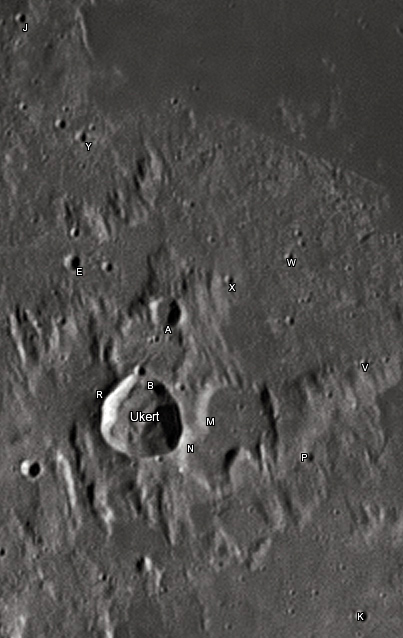
Cràters satèl·lits

La vora exterior d'aquest cràter no és d'el tot circular, amb protuberàncies cap al nord i l'est. El sòl interior és irregular en alguns llocs, amb una cresta central que va des del punt mig del cràter fins a la paret sud. Presenta un petit cràter a la vora nord, sense altres impactes ressenyables.

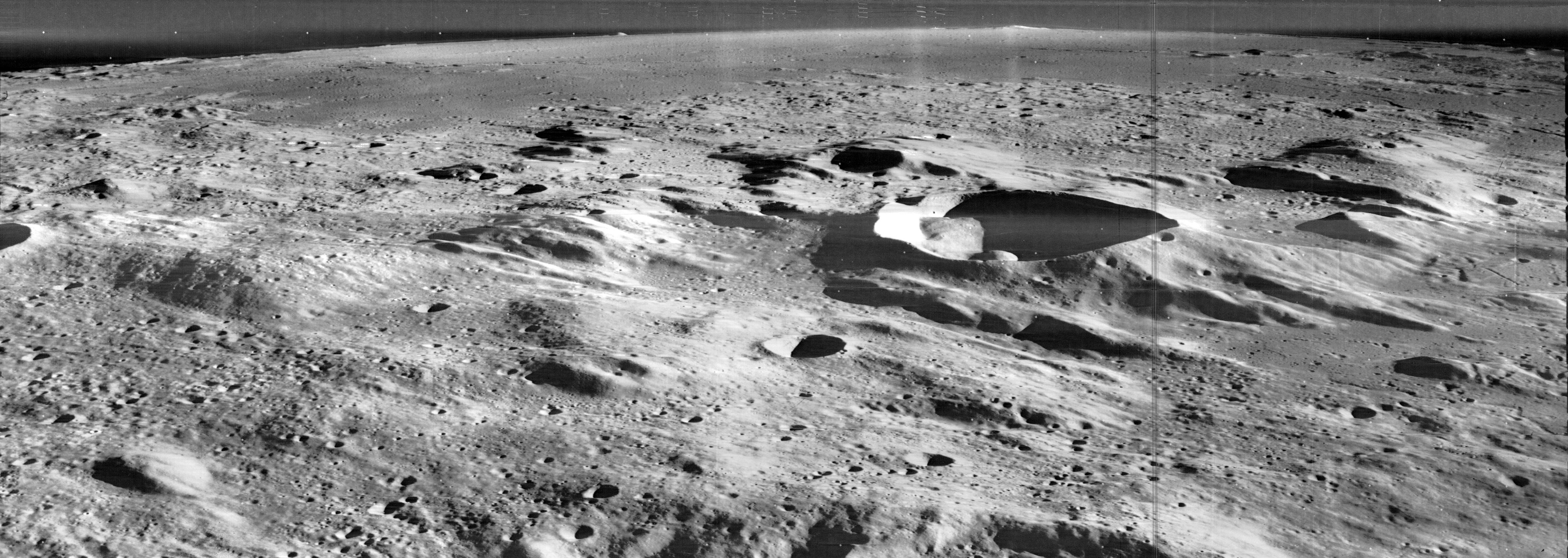
Ukert (dreta del centre) és més recent que l'alineació de turons del Imbrium Sculpture, als que se superposa
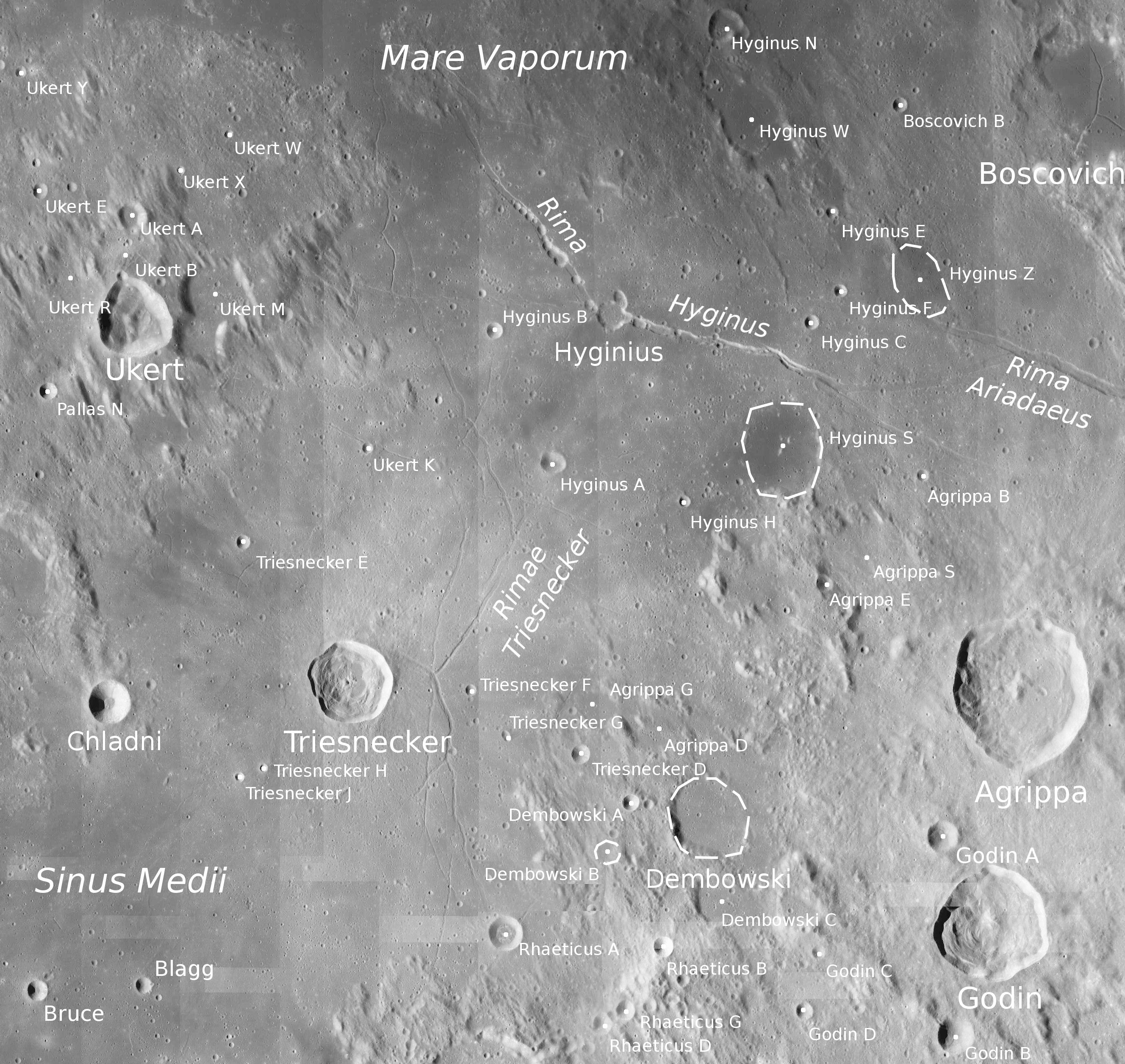
Fotografia de la missió Lunar Reconnaissance Orbiter

## Cràters satèl·lits
Per convenció aquests elements són identificats en els mapes lunars posant la lletra en el costat del punt central del cràter que està més proper a Ukert.
| Ukert | Coordenades                        | Diàmetre |
| ----- | ---------------------------------- | -------- |
| A     | 8° 42′ N, 1° 18′ E / 8.7°N,1.3°E   | 9 km     |
| B     | 8° 18′ N, 1° 18′ E / 8.3°N,1.3°E   | 21 km    |
| E     | 9° 00′ N, 0° 24′ E / 9.0°N,0.4°E   | 5 km     |
| J     | 11° 06′ N, 0° 36′ O / 11.1°N,0.6°O | 3 km     |
| K     | 6° 30′ N, 3° 42′ E / 6.5°N,3.7°E   | 4 km     |
| M     | 7° 54′ N, 2° 18′ E / 7.9°N,2.3°E   | 26 km    |
| N     | 7° 36′ N, 2° 00′ E / 7.6°N,2.0°E   | 17 km    |
| P     | 7° 48′ N, 2° 54′ E / 7.8°N,2.9°E   | 5 km     |
| R     | 8° 12′ N, 0° 42′ E / 8.2°N,0.7°E   | 18 km    |
| V     | 8° 42′ N, 3° 12′ E / 8.7°N,3.2°E   | 3 km     |
| W     | 9° 30′ N, 2° 18′ E / 9.5°N,2.3°E   | 3 km     |
| X     | 9° 12′ N, 1° 54′ E / 9.2°N,1.9°E   | 3 km     |
| Y     | 10° 06′ N, 0° 12′ E / 10.1°N,0.2°E | 4 km     |